# Estádio Giuseppe Grezar
O estádio municipal Giuseppe Grezar é um complexo esportivo em Trieste.
Inaugurado como "Stadio del Littorio", de 1943 a 1966 denominado "Comunale", foi posteriormente batizado em homenagem ao jogador nascido na cidade, Giuseppe Grezar, do qual fazia parte da Grande Torino e que esteve entre as vítimas da tragédia do Superga, em 1949, Por várias temporadas, as instalações internas da Triestina foram transformadas em instalações polivalentes, com uma pista de oito pistas dedicada ao atletismo.

## O Projeto

### Construção
A ideia de construir um moderno e amplo centro de futebol nasceu em 1928, com a chegada da Triestina, principal associação de futebol da cidade, à Divisão Nacional, o primeiro nível da pirâmide do campeonato italiano de futebol.
Por iniciativa do prefeito Porro e do secretário cidadão do PNF, Perusino, foi constituída uma comissão especial para analisar a questão. Além do Município e da Província de Trieste, foram solicitados Assicurazioni Generali, a Riunione Adriatica di Sicurtà, a União Industrial, a Federação dos Armadores, a Cassa di Risparmio, a Federação dos Mercadores e o Banco Comercial Triestina. O projeto foi confiado ao arquiteto Umberto Nordio.
Após a escolha do terreno, foi formado um comitê executivo, que incluía Perusino, o prefeito Giorgio Pitacco e o Dr. Segre. Posteriormente, foi constituída uma comissão técnica, que apoiou o projetista, e confiou a obra à empresa Zelco e Locatelli, que iniciou os trabalhos em 1º de agosto de 1931.

### Inauguração
O estádio foi inaugurado no dia 25 de setembro de 1932, para a partida entre Triestina e Nápoles, válida pelo campeonato da Série A 1932-1933.
Na inauguração participaram os mais altos funcionários da cidade, com o prefeito Porro quebrando uma garrafa de espumante contra uma das portas, em um gesto de boa sorte. O bispo de Trieste, Luigi Fogar, foi representado por Monsenhor Tamaro, que deu a bênção à planta. O pontapé inicial simbólico foi dado por uma menina, Anna Maria Barbo.

## O nome
Em 1983, após a promoção da Triestina à Série B, decidiu-se pela ampliação da capacidade do estádio. As obras, iniciadas em julho, terminaram antes do início do próximo campeonato. Uma estrutura tubular Innocenti foi erguida acima dos degraus, criando 1 500 assentos. A curva Sul também foi alargada, para um aumento estimado das vagas disponíveis, no total, em 2 700 unidades. Ao todo, a capacidade real foi aumentada para 20 815 lugares. Os vestiários também foram modernizados.
A reforma começou em 2004, e deveria ter sido concluída no outono de 2010. Devido à falência da empresa responsável, o prazo foi adiado, inicialmente em um ano, mesmo que a pista de atletismo e o campo de futebol já estivessem em uso a partir de maio de 2011.

## Uso para o futebol

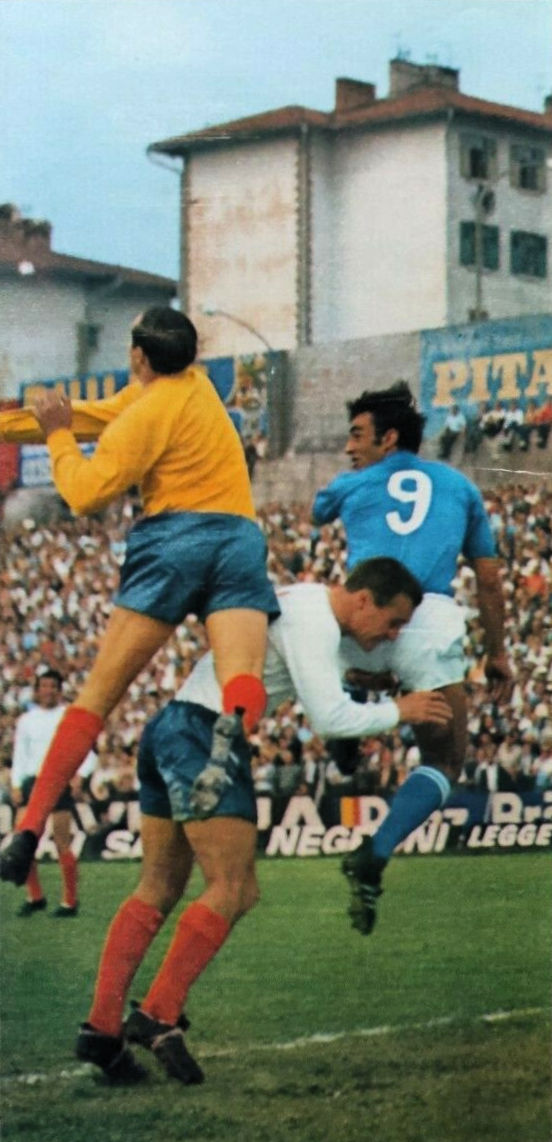
Uma fase da Itália - Inglaterra (seleções U.23) disputada no estádio Grezar em 1968.

O estádio passou a sediar as partidas da Triestina, até então disputadas no gramado de Montebello. A equipe ficou hospedada nesta unidade até a construção do novo Estádio Nereo Rocco, inaugurado em 1992.
O estádio foi escolhido como sede da Copa do Mundo de 1934; foi realizada a partida válida pelas oitavas de final entre a Tchecoslováquia e a Romênia. A Tchecoslováquia, que chegou à final e depois derrotada pela Itália, venceu por 2 a 1.

## Jogos internacionais de futebol

### Campeonato mundial de futebol de 1934
| Data       | 1ª Equipe       | Placar | 2ªEquipe | Fase    | Publico |
| ---------- | --------------- | ------ | -------- | ------- | ------- |
| 27 de maio | Tchecoslováquia | 2X1    | Romênia  | Oitavas | 9.000   |